# Первозванівська волость
Первозванівська волость — історична адміністративно-територіальна одиниця Полтавського повіту Полтавської губернії з центром у селі Первозванівка.
Станом на 1885 рік складалася з 47 поселень, 20 сільських громад. Населення — 7135 осіб (3428 чоловічої статі та 3707 — жіночої), 1201 дворове господарство.
|                     | Площа, десятин | У тому числі орної, десятин |
| ------------------- | -------------- | --------------------------- |
| Сільських громад    | 6915           | 5561                        |
| Приватної власності | 11938          | 9218                        |
| Казенної власності  | 315            | —                           |
| Іншої власності     | 50             | 50                          |
| Загалом             | 19218          | 14829                       |

Основні поселення волості:
- Первозванівка (Сулимівка) — колишнє власницьке село при річці Свинківка за 50 верст від повітового міста, 344 особи, 61 дворове господарство, православна церква, школа, 2 постоялих будинки, лавка, 3 ярмарки на рік.
- Андріївка (Колдибівка) — колишнє власницьке село при річці Свинківка, 371 особа, 61 дворове господарство, постоялий будинок, лавка.
- Свинківка (Кочубеївка) — колишнє власницьке село при річці Свинківка, 773 особи, 115 дворових господарств, постоялий будинок, 2 лавки.
- Сторожове — колишнє власницьке село при річці Коломак, 1604 особи, 364 дворових господарства, православна церква, школа, постоялий будинок, 2 лавки, щорічний ярмарок.

Деякі поселення волості станом на 1900 рік:
- село Первозванівка;
- село Сторожове;
- хутір Ковжижа.

Старшинами волості були:
- 1900 року фельдфебель Дмитро Семенович Максименко[2];
- 1903—1906 роках Федір Даниленко[3],[4],[5];
- 1907—1913 року селянин Іван Степанович Панченко[6],[7];
- 1915—1916 року Василь Трохимович Чалик[8],[9].